# آلة تصوير رقمية

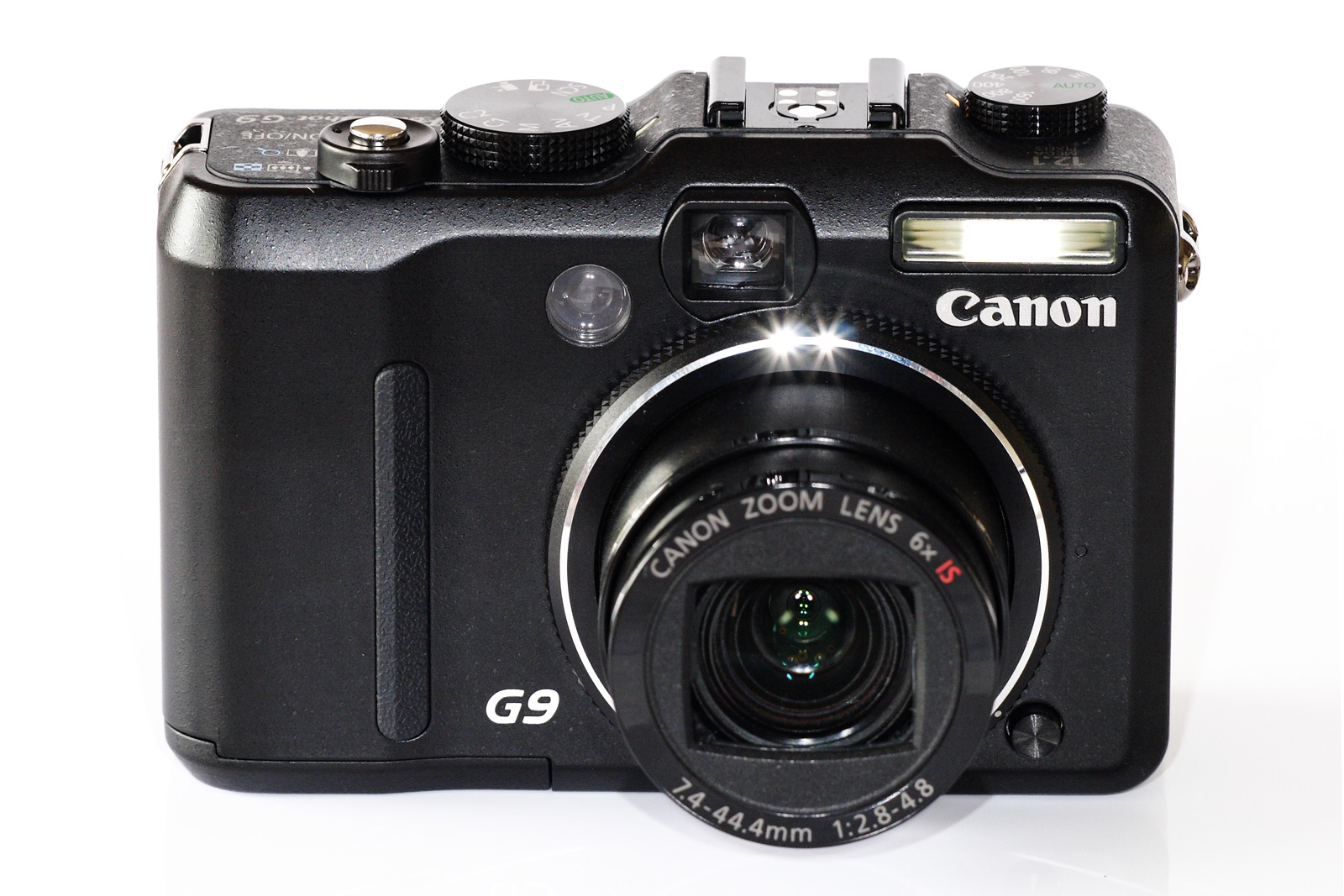
كاميرا رقمية إنتاج شركة كانون

آلة التصوير الرقمية أو الكاميرا الرقمية (بالإنجليزية: Digital Camera)‏ هي آلة إلكترونية، تلتقط الصور الفوتوغرافية، وتخزنها بشكل إلكتروني بدلاً من استخدام الأفلام مثل آلات التصوير التقليدية. آلات التصوير الرقمية الحديثة أصبحت متعددة الاستخدام، بحيث أنه بإمكان بعضها تسجيل الصوت، أو الفيديو بالإضافة للصور تأتي أغلب الآلات من هذا النوع مرفقة ببطاقة ذاكرة، تختلف أحجامها باختلاف أنواعها لتخزين كمّ أكبر من الصور.
تسمح كل الكاميرات الرقمية بعرض الصور، وحذف غير المرغوب فيها قبل طباعتها، وبالتالي توفر عليك الذهاب إلى معمل تحميض الصور والانتظار ليوم أو عدة أيام حتى يتم تحميضها.

## الفرق بين الكاميرا الرقمية والكاميرا الفيلمية
لا فرق جوهري سوى في طريقة استقبال، والاحتفاظ بالصورة الملتقطة. ففي الفيلم، تنطبع الصورة المتكوّنة من ومضة الضوء المارة بالعدسة على شريط مطليّ بمواد كيميائية أهمها نترات الفضة الحسّاسة للضوء، يتم تظهيرها بعد ذلك بنقعها في مواد كيميائية ثم طباعتها على ورق التصوير. لم تكن عملية كهذه تحتاج لطاقة كهربائية في آلة التصوير، إذن أن العملية عبارة عن تفاعل كيميائي، وكان يتم تدوير الفيلم لاستقبال اللقطة التالية بواسطة ذراع ميكانيكي.
أما آلة التصوير الرقمية، التي لا تعمل دون طاقة كهربائية، فستقبل الصورة من خلال مكشاف ضوئي، حيث تستقبل ملايين العنصورات فوتونات الضوء، ثم تعالجها إلكترونيًا، تمهيدًا لتخزينها في ذاكرة داخل الكاميرا على شكل صور رقمية مؤلفة من وحدة تسمى البيكسل.
أتاح وجود معالج إلكتروني داخل الكاميرا إمكانية القيام بالكثير من العمليات على الصورة الملتقطة كالتدوير والحذف، كما مكّن من تسجيل مقاطع الفيديو القصيرة والصوت. يمكنك أيضًا تطبيق بعض المؤثرات قبل التصوير، كالتصوير بالأبيض والأسود.

## مزايا الكاميرا الرقمية
السُّرعة: ولعل هذا هو أهم عامل، إذ أن نجاح معظم الأعمال في العصر الحاضر قائم على السرعة، فمع التصوير الرقمي، يمكنك التقاط الصورة وتخزينها على حاسوبك في أقل من دقيقة، ويمكنك طباعتها بنفس جودة ورق الطباعة التقليدي في أقل من خمس دقائق، كما يمكنك نشرها على الإنترنت، أو إرسالها بالبريد الإلكتروني في دقائق معدودة.
قلّة التكلفة: وربما قد يستغرب البعض، إذ أن كلفة شراء آلة تصوير رقمية قد يساوي ضعفيّ أو ثلاثة أضعاف سعر الآلة الفيلمية (التقليدية). إلا أن العكس هو الصحيح، فمع الآلة الفيلمية، تبدأ التكاليف وتستمر. من شراء مستمرّ للأفلام، وتكاليف لتظهير (تحميض) كل فيلم، مع ازدياد الوضع سوءً عند فساد بعض الصور؛ إما لأخطاء أو مشاكل أثناء التصوير أو في الفيلم أو أثناء عملية التظهير. أما الآلة الرقمية، فيمكنك فيها مسح الصور بضغطة زر، ويمكنك استخدام الذاكرة (ذاكرة تخزين الصور) آلاف المرّات دون مشاكل، علماً بأن أسعار هذه الذاكرات منخفضة ويمكنها تخزين مئات الصور عالية الجودة، وليس لعدد محدود كما في الفيلم. وعندما لا تعجبك أي صورة أو حتى مجموعة من الصور فضغطة زر واحدة تعيد الذاكرة خالية.

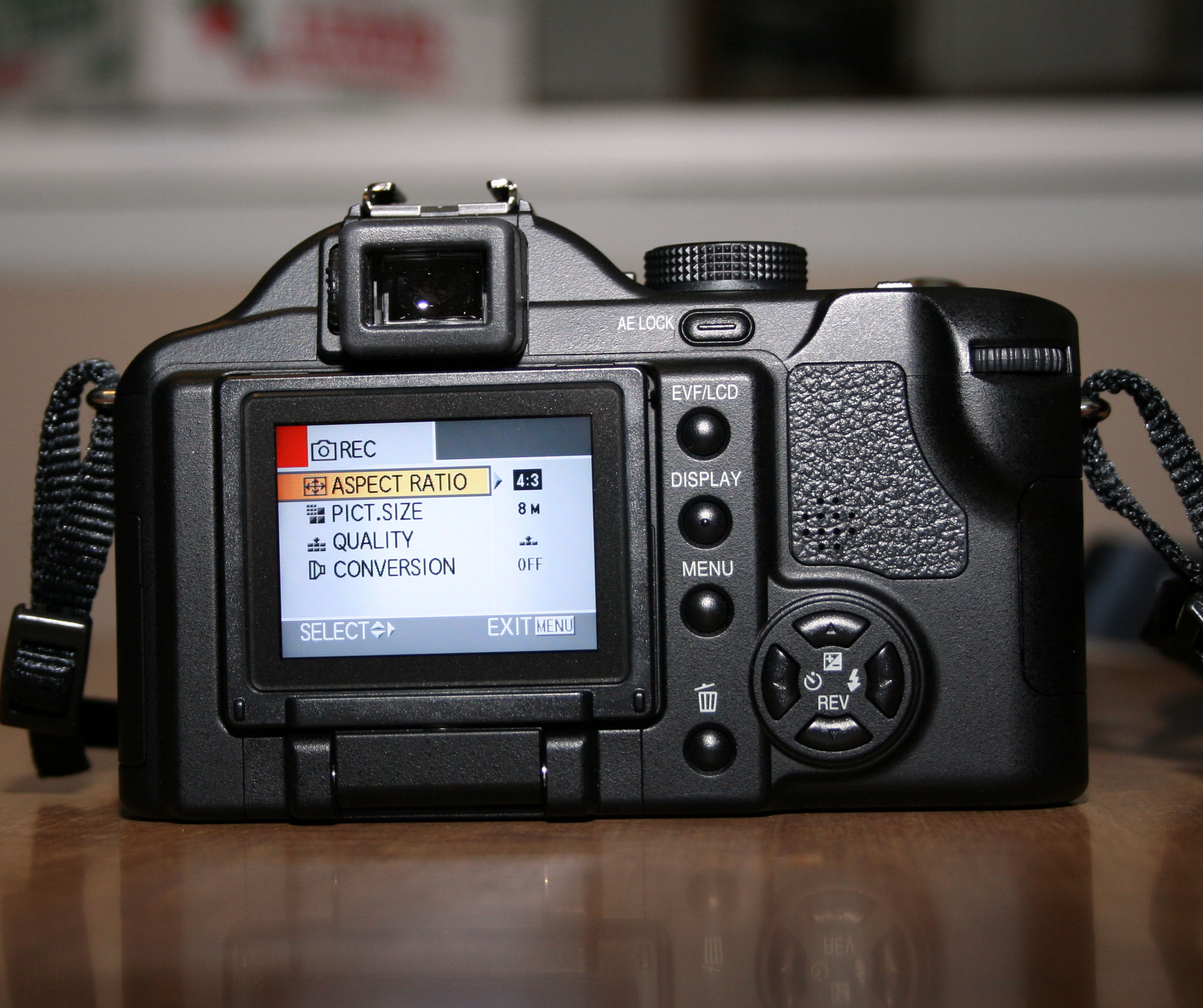
تمكنك شاشة الكرستال السائل من مشاهدة الصور قبل وأثناء وبعد التقاطها وكذلك التحكم بوظائف الكاميرا

تعدّد الخيارات: سواء قبل التقاط الصورة أو بعده، فقبل الالتقاط يمكنك رؤية الصورة النهائية، بحيث يمكنك تعديل التعريض مثلاً أو تطبيق تأثيرات كالتصوير بالأبيض والأسود. وبعد الالتقاط يمكنك معاينة الصورة، وتطبيق بعض المؤثرات عليها، كالتدوير والعكس، أو حتى حذفها. أما عند نقلها إلى الحاسوب، فهناك تبدأ الخيارات ولا تنتهي.
التطور المستمر في تصنيع الآلات الرقمية: ويشمل هذا التطوير تقنيات حسّاسات الضوء، وكذلك تقنيات منع اهتزاز الصورة، نتيجة لاهتزاز آلة التصوير، وكذلك العديد من التقنيات الأخرى، ويترافق كل ذلك مع تدني في أسعار آلات التصوير الرقمية.
سهولة الاستخدام: وهذه من الأمور المهمة للمبتدئين والمستخدمين العاديين، حيث تقوم معظم آلات التصوير الرقمية بضبط كل الإعدادات اللازمة لالتقاط صورة جيّدة. أما في الآلات المتوسطة والعالية المستوى، فتمتلك خيارات متعدّدة، كما تضم أنماط تصوير جاهزة يمكن الاختيار من بينها بحسب بيئة التصوير.
الحفاظ على البيئة: لأنها لا تحتاج إلى مواد كيميائية مضرّة بالبيئة، كما هو موجود في التصوير التقليدي.
بالإضافة إلى العديد من المزايا الأخرى التي تجعل من التصوير الرقمي خيارًا استراتيجيًا.

## الشركات المنتجة للكاميرات الرقمية
هناك العديد من الشركات المصنعة والمنتجة للكاميرات الرقمية منها:
| - كانون - نيكون - أوليمبس - بينتاكس - فوجي فيلم - كوداك - ليكا | - باناسونيك - سوني - سامسونج - هاسيلبلاد - سيجما - رايكو - كاسيو |  |

وهناك شركات مهمة في عالم التصوير الفوتوغرافي ولكن الآن ابتعدوا عن المجال، لأسباب مختلفة مثل كونيكا مينوليتا (أصبحت ملك لسوني).
وهناك شركات اخري تتنج الكاميرات الرقمية ولكن تعتبر إلى حد ما شركات درجة ثانية بسبب قلة جودة أجهزتها وتدني مبيعات كاميراتها الرقمية مثل:
| - بينكو - اجفا - سانيو | - توشيبا - إتش بي - أي شركة أخرى غير موجودة في المجموعة الأولى |  |

## أنواع الكاميرات الرقمية

### كاميرات بسيطة (Compact)
و هي الكاميرات الرقمية العادية، ومعظم الناس يستخدمون هذا النوع، حيث يتميز بعدد قليل جدا من الكاميرات. ستجد فيه تحكم في الكاميرا مثل سرعة الغالق أو فتحة العدسة فتقريبا كلهم لا يسمحون في التصوير إلا بالوضع الأوتوماتيك، بحيث لا يحتاج صاحب الكاميرا إلى ضبطها قبل التصوير أو للتحكم اليدوي، وفي الغالب يكون بها عدسة زووم حوالي،3x فإما تكون بالكامل داخل جسد الكاميرا أو تدخل تلقائيا بعد استعمالها بالكامل داخل جسد الكاميرا وشاشه كبيرة للعرض ومشاركة الصور مع الأصحاب والأهل وبالطبع كلهم يحتوون على فلاش داخلي ولو أنه يكون له نطاق ضيق في معظم الأحوال يتراوح بين 4 و 6 متر وهناك نوع آخر منقسم من هذا النوع وهو

### كاميرات بسيطة فائقة الصغر (Ultra Compact)
تسمي كاميرات الجيب هي نوع آخر من الكاميرات الكومباكت ولكنها تكون صغيرة الحجم وتدخل بسهولة في الجيب.. تقريبا أقل من 25 مم سمك ووزنها في الغالب يكون أقل من 130 جم، وتحمل أيضا مواصفات الكاميرا الكومباكت العادية.
أهم الشركات المنتجة لهذا النوع:
1- كاسيو 2- سامسونج 3- أوليمبس 4- نيكون 5- باناسونيك وليكا 6- كانون 7- سوني 8- كوداك 9-بينتاكس

### كاميرات متطورة (Advanced)
أما هذا النوع فهو نوع متطور عن الكاميرات البسيطة من حيث الحجم والإمكانيات، فهو أكبر حجما وبالتالي يعطي تحكم في الكاميرا أفضل ويحتوي على مواصفات أعلى مثل تحكم في بعض أو كل التحكمات اليدوية وفي أغلب الأحيان يحتوي على عدسة زووم أفضل يتراوح مقدار الزووم فيها من3x إلى 6x(مثل كانون A710) ويصل في بعض الأحيان إلى 7x(مثل Samsung NV7 OPS)، وغالبا ما يحتوي هذا النوع على عدد بيكسل أعلى يصل الآن إلى 10 و 12 ميجا بيكسل مثل النيكون p5100 (و هذه الأعداد كبيرة جدا أكثر مما يحتاج الناس، وتأثيرها علي جودة الصورة قليلا بمعنى أن ممكن كاميرا بـ 7 ميجا بيكسل يكون تصويرها أفضل من الـ 12 ميجابيكسل فجودة الصورة لا تعتمد فقط على الميجابيكسل)و الكثير من هذا النوع يحتوي على شاشات كبيره تتراوح ما بين 2.5 إنش و 3 إنش وبعضهم يحتوي على منظار صغير (viewfinder).
أفضل الشركات المنتجة لهذا النوع:
1- كانون 2- باناسونيك 3- نيكون 4- سوني 5- رايكو 6- ليكا 7- اوليمبس 8- فوجي فيلم 9- سامسونج 10- كوداك

### كاميرات زووم عالي - شبه احترافية (SLR-Like OR Super-Zoom)

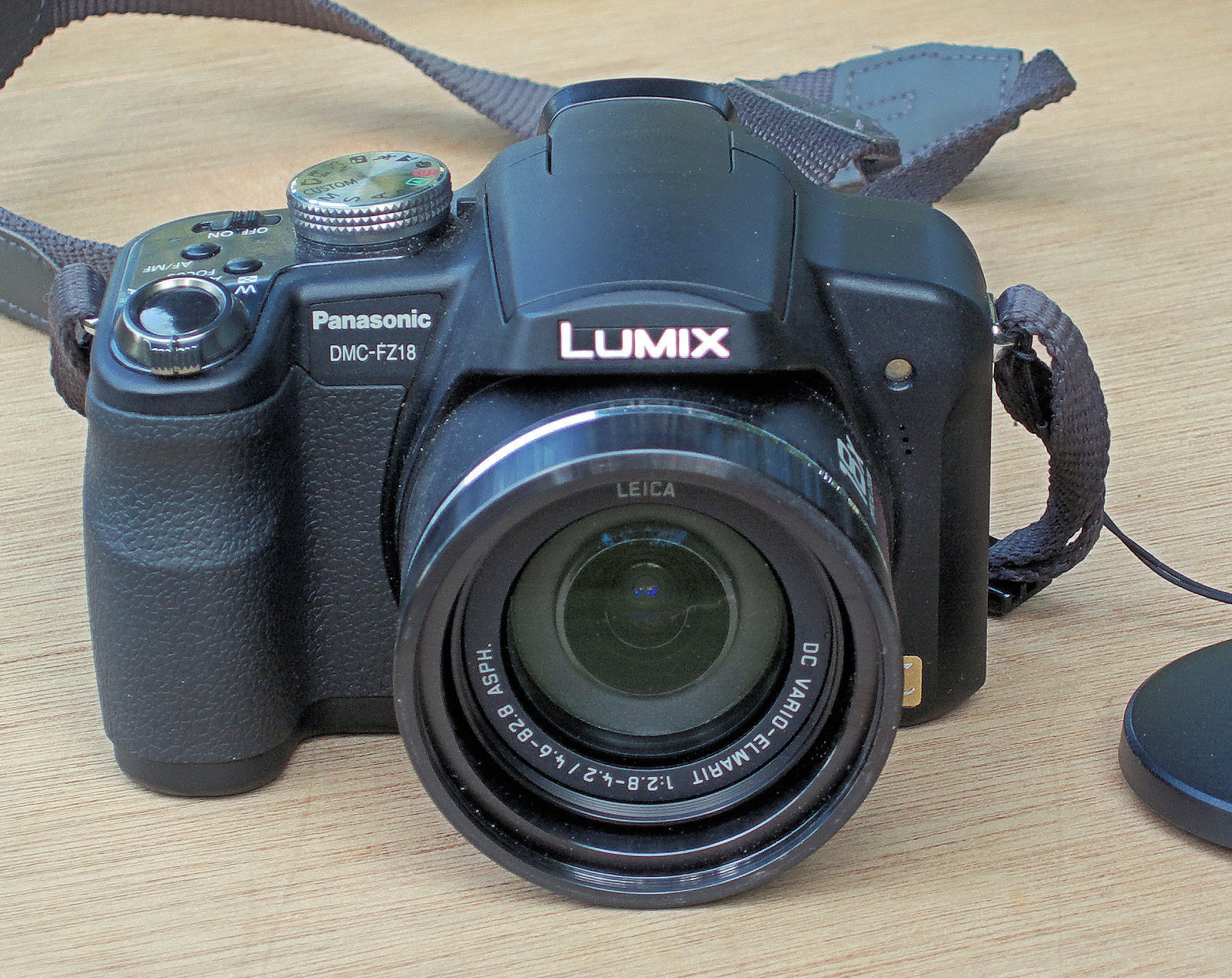
كاميرا زووم عالي شبه احترافية FZ18 من باناسونيك

هذا النوع أكثر تطورا من الأنواع السابقة إلى حد ما، فهو أكبر حجما من الأنواع السابقة..و يأتي شكله على شكل الكاميرات الاحترافية الDSLR ويحتوي هذا النوع من الكاميرات دائما على عدسات ذات زووم عالي أو سوبر زووم يتراوح الزووم من 7x إلى 18x(مثل الباناسونيك Fz18) ولكن الأغلبية تحتوي على عدسة زووم 12x أو 10x(مثل الباناسونيك fz8 والكانون s5is وكوداك z712is) ويتميز هذا النوع بالتحكم اليدوي الكامل في الكاميرا، فتستطيع التحكم في فتحة العدسة وسرعة الغالق وغيرها من التحكمات اليدوية، ويتوفر فيها دائما شاشة واضحة وكبيرة وهناك بعض الأنواع فيها شاشة متحركة (مثل الكانون S3) وأيضا يوجد بها منظار إلكتروني والفلاش يكون من النوع ال(pop-up)، وهو نوع أقوى من الفلاش العادي في الكاميرات البسيطة ويتراوح قوته من 6 متر إلى 15 متر في بعض الأحيان. وهناك موديلات تسمح بتركيب فلاش خارجي(مثل الفوجي S6500fd) ومعظم هذه الأنواع تحتوي على خاصيه مانع الاهتزاز أو (Image Stabilizer).
طبعا هذه الكاميرات جودتها اقل من الdslr أو الكاميرات الاحترافية. ولكنها تستطيع التقاط صور في غاية الروعة والموديلات ال(high-end) من هذا
النوع قادرة على منافسة بعض الكاميرات الاحترافية(مثل الباناسونيك fz50 والفوجي S9600) حتى أنه هناك بعض الأنواع فعليا أغلى من بعض الكاميرات الاحترافية
و تسمى كاميرات السوبر زووم في بعض الأحيان (Bridge-cameras) - بالعربي كاميرات الجسر - لانها قللت الفرق الكبير بين الكاميرات العادية البسيطة والكاميرات الاحترافية.
أشهر الشركات المنتجة للكاميرا الشبه احترافية :
1- باناسونيك 2- فوجي فيلم 3- كانون 4- اوليمبس 5- سوني 6- كوداك 7- سامسونج

### كاميرات احترافية (DSLRs)

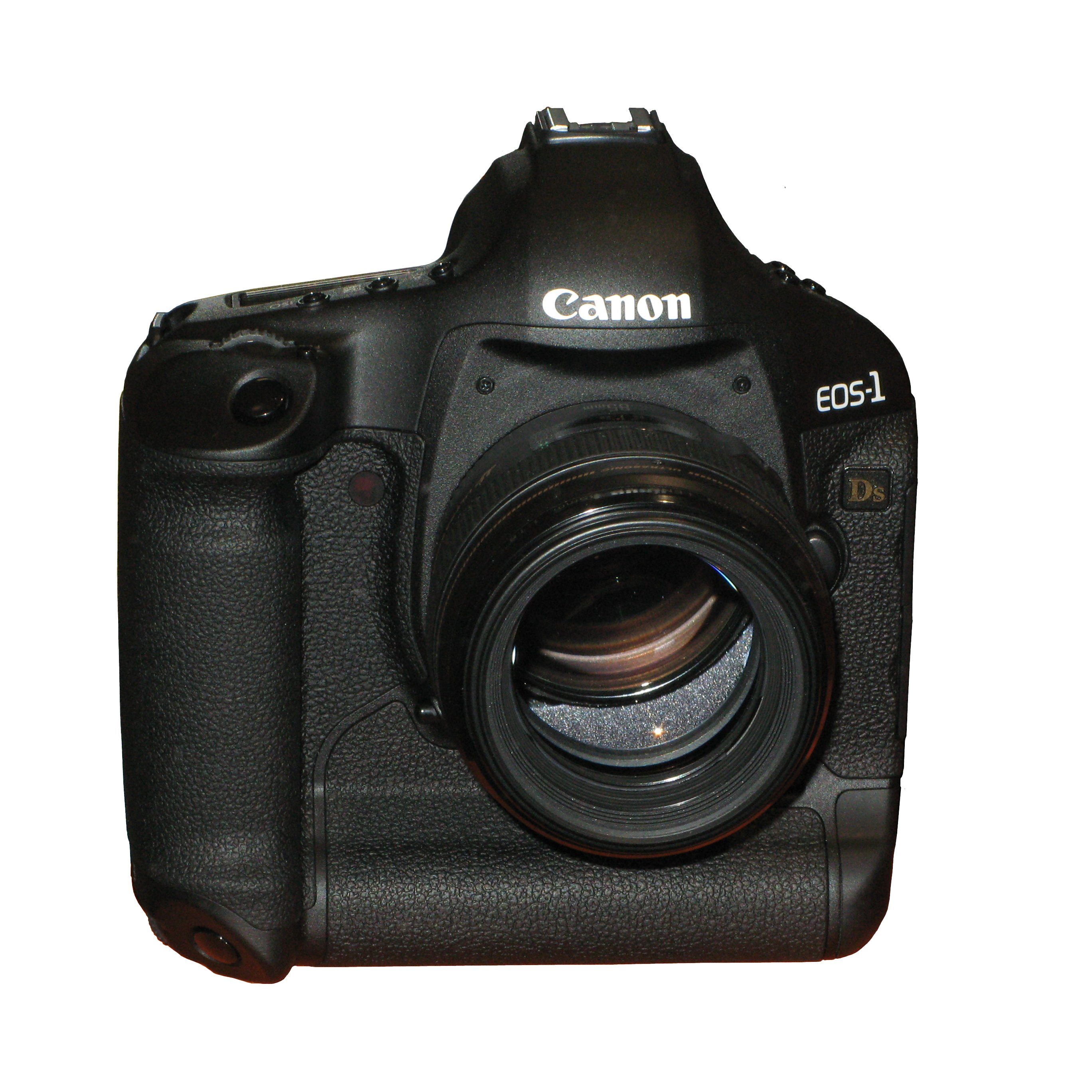
الكاميرا الرقمية الاحترافية Canon EOS-1Ds Mark III من إنتاج شركة كانون

الكاميرات الاحترافية (الكاميرا الرقمية ذات العدسة الأحادية العاكسة) أو (بالإنجليزية: DSLRs)‏(بمعنى Digital single-lens reflex camera)هي كاميرات أكثر احترافية من كل ما سبق وأيضا اغلى من كل ما سبق وهي عبارة عن مزيج بين الكاميرا الرقمية الحديثة التي سبق ذكرها والكاميرا الفيلم الـ 35 مم، الفرق أن بدلا من استخدام الفيلم يتم استخدام ما يسمي بالـ Sensor أو الحساس (أما من نوع CCD أو CMOS) ويتميز بأن مساحته مساوية لنفس مساحة سلبية الفيلم التقليدي مما يرفع سعر الكاميرا ويقدم صور عالية الدقة.
في هذا النوع هناك تحكم كامل في الكاميرا بدرجه أعلى من الكاميرات شبه احترافية، الحساس في هذا النوع من الكاميرات (الSensor) يتراوح ما بين 6 ميجا بيكسل إلى 17 ميجا بيكسل والآن توجد كاميراHasselblad H3DII-50 بحساس قيمته 50 ميجابيكسل وأيضا يتميز هذا النوع بكبر حجم السينسور مما يجعل هذا النوع من الكاميرات له أفضلية من حيث جودة الصورة علي كل الأنواع السابقة.
تتميز الكاميرات الاحترافية بوفرة الاكسسوارات والملحقات للكاميرا مثل الفلاشات والعدسات (وهذا النوع من الكاميرات يقبل تغير العدسات، ولكل شركة عدساتها الخاصة بها) وغيرها من الملحقات والأكسسوارات.
و لا تنتج كل الشركات كاميرات DSLR بل بعضا منها فقط وهم:
| - كانون - نيكون - اوليمبس - بينتاكس - سيجما | - ليكا - فوجي فيلم - سوني - باناسونيك - سامسونج |  |

و هناك بعض الشركات أوقفت إنتاج الكاميرات الاحترافية مثل:
كوداك وكونيكا مينوليتا وإبسون وعدد قليل جدا آخر من الشركات. ولكل سببه الخاص به.